# Kim Soo-mi
Kim Soo-mi (김수미?, 	金守美?, Gim SumiLR, Kim SumiMR), pseudonimo di Kim Young-ok (김영옥?, Gim YeongokLR, Kim YŏngokMR; Gunsan, 3 settembre 1949 – Seul, 25 ottobre 2024), è stata un'attrice sudcoreana.

## Biografia
Esordì nella recitazione nel 1971, diventando nota per il ruolo di un'anziana madre single dalla lingua tagliente nella serie televisiva drammatica Jeon-won ilgi, che interpretò sebbene avesse solo trent'anni e grazie al quale vinse il Gran premio agli MBC Drama Award 1986. Fu uno dei volti televisivi più popolari degli anni Ottanta, ma lasciata la fiction la sua carriera iniziò a declinare e apparve soltanto in piccole produzioni o diede principalmente il volto a personaggi anziani o madri dalla forte personalità, finché nel 2003 un cameo nella commedia cinematografica Oh! Happy Day rinnovò la sua immagine e le fece guadagnare il soprannome di "regina dell'improvvisazione". Da quel momento continuò a recitare in opere che le permettessero di attingere alla vena comica, tra cui Mapado, Yukhyeolpo gangdodan, Helmeoni e la serie cinematografica Gamun-ui yeonggwang. Nel 2011 vinse un Blue Dragon Film Award alla migliore attrice non protagonista per la sua interpretazione di una donna malata di Alzheimer in Geudaereul saranghamnida.
Lavorò anche come professoressa presso la Facoltà di teatro e cinema dell'Università Soongsil e recitò in teatro fino a pochi mesi prima della morte, avvenuta il 25 ottobre 2024 per arresto cardiaco dovuto a shock iperglicemico.

## Vita privata
Dal marito Jeong Chang-gyu ebbe una figlia, Joo-ri, e un figlio, Myeong-ho. Fu quest'ultimo a trovarla priva di sensi in casa il giorno della sua morte e a chiamare i soccorsi.
Nell'agosto 1998, sua suocera stava affiggendo i manifesti di un'opera teatrale con protagonista Kim Soo-mi nel distretto di Seocho a Seul quando la BMW Serie 7 guidata dall'autista di Kim accelerò improvvisamente mentre eseguiva una retromarcia e la investì, uccidendola. Le indagini rilevarono che il veicolo era affetto da un malfunzionamento che lo portava ad accelerare quando esposto a onde elettromagnetiche di 109 MHz, ma che non era possibile determinare se fosse stata quella la causa dell'incidente perché la reazione richiedeva 20 secondi per attivarsi. Nel 1999, Kim intentò una causa da un miliardo di won contro la BMW e il suo rivenditore in Corea del Sud, ma la perse nel 2003 quando il Tribunale del distretto di Seul stabilì che non era chiaro se l'incidente fosse stato causato da un errore del conducente o da una partenza improvvisa del veicolo. L'attrice fece ricorso all'Alta Corte di Seul e il 1º aprile 2004 organizzò una dimostrazione davanti al Walkerhill Hotel di Seul, dove i dirigenti della BMW erano in riunione, chiedendo un risarcimento per l'incidente e la riapertura delle indagini.

## Filmografia

### Cinema
- Hwasun-i (화순이?), regia di Lee Sang-eon (1982)
- Oegye-eseo on uroemae jeon-gyeok sseuri jakjeon (외계에서 온 우뢰매 전격 쓰리 작전?), regia di Kim Chung-gi (1987)
- Uroemae 4tan thunder V chuldong (우뢰매 4탄 썬더V 출동?), regia di Jo Myung-hwa e Kim Chung-gi (1987)
- Yonghochwi (용호취?), regia di An Seung-ho (1988)
- Boss (보스?), regia di Yoo Yeong-jin (1996)
- Chang (창?), regia di Im Kwon-taek (1997)
- Oh! Happy Day (오! 해피데이?), regia di Yoon Hak-ryul (2003)
- Widaehan yusan (위대한 유산?), regia di Oh Sang-hun (2003)
- Superstar Gam Sa-yong (슈퍼스타 감사용?), regia di (2004)
- Mapado (마파도?), regia di Choo Chang-min (2005)
- Gan keun gajok (간 큰 가족?), regia di Jo Myeong-nam (2005)
- Mister jubu quiz wang (	미스터 주부퀴즈왕?), regia di Yoo Sun-dong (2005)
- Gamun-ui wigi (가문의 위기?), regia di Jeong Tae-won (2005)
- Cappuccetto Rosso e gli insoliti sospetti (Hoodwinked!), regia di Cory Edwards (2006) – doppiaggio coreano
- Ssunday Seoul (썬데이 서울?), regia di Park Sung-hoon (2006)
- Dasepo sonyeo (다세포 소녀?), regia di E J-yong (2006)
- Yeolliji (연리지?), regia di Kim Seong-jung (2006)
- Guseju (구세주?), regia di Kim Jung-woo (2006)
- Maenbar-ui gibong-i (맨발의 기봉이?), regia di Kwo Su-gyeong (2006)
- Gongpildu (공필두?), regia di Gong Jung-sik (2006)
- Gamun-ui buhwal (가문의 부활?), regia di Kim Yeong-chan (2006)
- Mapado 2 (마파도2?), regia di Lee Sang-hoon (2007)
- Mannam-ui gwangjang (만남의 광장?), regia di Kim Jong-jin (2007)
- Motmallineun gyeolhon (못말리는 결혼?), regia di Kim Seong-wook (2007)
- Heuksimmonyeo (흑심모녀?), regia di Jo Nam-ho (2008)
- Cheongdambosal (청담보살?), regia di Kim Jin-young (2009)
- Yukhyeolpo gangdodan (육혈포 강도단?), regia di Kang Hyo-jin (2010)
- Geudaereul saranghamnida (그대를 사랑합니다?), regia di Choo Chang-min (2011)
- Wiheomhan sanggyeollye (위험한 상견례?), regia di Kim Jin-young (2011)
- Sarang-i museo-wo (사랑이 무서워?), regia di Rain Jung (2011)
- Susanghan gogaekdeul (수상한 고객들?), regia di Jo Jin-mo (2011)
- Gamun-ui sunan (가문의 수난?), regia di Jung Tae-won (2011)
- Cheolgabang Usu ssi (철가방 우수 씨?), regia di Yoon Hak-ryul (2012)
- Jeon-gungnoraejarang (전국노래자랑?), regia di Lee Jong-pil (2013)
- Helmeoni (헬머니?), regia di Shin Han-sol (2015)
- Wiheomhan sanggyeollye 2 (위험한 상견례 2?), regia di Kim Jin-young (2015)
- Mister Ju: Sarajin VIP (미스터 주: 사라진 VIP?), regia di Kim Tae-yoon (2020)
- Gamun-ui yeonggwang: Returns (가문의 영광:리턴즈?), regia di Jung Yong-gi e Jeon Tae-won (2023)

### Televisione
- Susabanjang (수사반장?) – serie TV (1971)
- Haengbok (행복?) – serie TV (1971-1972)
- Adada (아다다?) – serie TV (1972)
- Imkkeokjeong (임꺽정?) – serie TV (1972-1973)
- Hanbaengnyeon (한백년?) – serie TV (1973-1974)
- Minbi (민비?) – serie TV (1973)
- 113 susabonbu (113 수사본부?) – serie TV (1973)
- Bongnyeo (복녀?) – serie TV (1974)
- Suseonhwa (수선화?) – serie TV (1974)
- Sonnim (손님?) – serie TV (1974)
- Je3gyosil (제3교실?) – serie TV (1975)
- Georukhan sonnim (거룩한 손님?) – serie TV (1976)
- Sami-in-gok (사미인곡?) – serie TV (1976)
- Deuljangmi (들장미?) – serie TV (1976-1977)
- Soerangsan cheonyeo (쇠랑산 처녀?) – film TV (1976)
- Dangsin (당신?) – serie TV (1977-1978)
- Ju-in (주인?) – serie TV (1978)
- Haengbog-eul pamnida (행복을 팝니다?) – serie TV (1978-1979)
- Eomma, appa joh-a (엄마, 아빠 좋아?) – serie TV (1979)
- Mijigae taneun a-ideul (무지개 타는 아이들?) – serie TV (1979)
- Baengnyeonsonnim (백년손님?) – serie TV (1980)
- Hongbyeonhosa (홍변호사?) – serie TV (1980)
- Abae-ui gajok (아베의 가족?) – serie TV (1980)
- Sum-eun kkot (숨은 꽃?) – miniserie TV (1980)
- Jeon-won ilgi (전원일기?) – serie TV (1980)
- Narajip (나리집?) – serie TV (1981)
- Bultaneun dari (불타는 다리?) – serie TV (1981)
- Seongnan nundongja (성난 눈동자?) – serie TV (1981)
- Sae-assi (새아씨?) – serie TV (1981-1982)
- Bak Sun-gyeong (박순경?) – serie TV (1982-1984)
- Chudonggung mama (추동궁 마마?) – serie TV (1983)
- Anaeneun hoejangnim (아내는 회장님?) – serie TV (1983)
- 3840 yugyeokdae (3840 유격대?) – serie TV (1983-1984)
- Eombokdong (엄복동?) – serie TV (1983)
- Abeoji-wa adeul (아버지와 아들?) – serie TV (1983)
- Namja-ui gyejeol (남자의 계절?) – serie TV (1985-1986)
- Eommaneun yosuljang-i (엄마는 요술장이?) – serie TV (1987)
- Dasi-ui eolgul (도시의 얼굴?) – serie TV (1987)
- Cheondungsori (천둥소리?) – serie TV (1987)
- Dangsin-ui chukbae (당신의 축배?) – serie TV (1989)
- Yusan (유산?) – serie TV (1989)
- Madang gip-eun jip (마당 깊은 집?) – serie TV (1990)
- Geu yeoja (그 여자?) – serie TV (1990)
- Malloman jungsancheung (말로만 중산층?) – serie TV (1991-1992)
- Mapo mujigae (마포 무지개?) – serie TV (1992)
- Obaksane saramdeul (오박사네 사람들?) – serie TV (1993)
- Sarang-ui hyanggi (사랑의 향기?) – serie TV (1994)
- Jeolm-eun-i-ui yangji (젊은이의 양지?) – serie TV (1995)
- Asphalt sana-i (아스팔트 사나이?) – serie TV (1995)
- Gomtang (곰탕?) – miniserie TV (1996)
- Janban godeung-i (자반고등어?) – serie TV (1996)
- Mimang (미망?) – serie TV (1996-1997)
- Geudeur-ui po-ong (그들의 포옹?) – serie TV (1996)
- Parangsaeneun itda (파랑새는 있다?) – serie TV (1997)
- Areumda-un geunyeo (아름다운 그녀?) – serie TV (1997)
- Namja set yeoja set (남자 셋 여자 셋?) – serie TV (1998)
- Dae-wang-ui gil (대왕의 길?) – serie TV (1998)
- Hanappun-in dangsin (하나뿐인 당신?) – serie TV (1999)
- Nurungji seonsaenggwa gamja ilgopgae (누룽지 선생과 감자 일곱개?) – serie TV (1999-2000)
- Nae ttal Soran-i (내 딸 소란이?) – film TV (2003)
- Balli-eseo saenggin il (발리에서 생긴 일?) – serie TV (2004)
- Tteollineun gaseum (떨리는 가슴?) – serie TV (2005)
- Gwiyeopgeona michigeona (귀엽거나 미치거나?) – serie TV (2005)
- Sarang-eun gijeog-i pir-yohae (사랑은 기적이 필요해?) – serie TV (2005)
- Annyeong, Franceska (안녕, 프란체스카?) – serie TV (2005-2006)
- Wanggwa na (왕과 나?) – serie TV (2007-2008)
- Dangdolhan yeoja (당돌한 여자?) – serie TV (2010)
- Aejeongmanmanse (애정만만세?) – serie TV (2011-2012)
- Vampire Idol (뱀파이어 아이돌?) – serie TV (2011-2012)
- Ullalla bubu (울랄라 부부?) – serie TV (2012)
- Don-ui hwasin (돈의 화신?) – serie TV (2013)
- Mad-i (맏이?) – serie TV (2013-2014)
- Jeonseor-ui manyeo (전설의 마녀?) – serie TV (2014-2015)
- Eonnineun sar-a-itda (언니는 살아있다?) – serie TV (2017)
- Bapsang charineun namja (밥상 차리는 남자?) – serie TV (2017-2018)
- Hwanghu-ui pumgyeok (황후의 품격?) – serie TV (2018-2019)
- Behind Every Star (연예인 매니저로 살아남기?, Yeon-ye-iun maenijeoro sar-anamgiLR) – serie TV (2022)

## Riconoscimenti
- Baeksang Arts Award[16]
  - 1986 – Premio popolarità (TV) per Jeon-won ilgi
- Blue Dragon Film Award
  - 2005 – Attrice più popolare[16]
  - 2011 – Migliore attrice non protagonista per Geudaereul saranghamnida[10]
- KBS Entertainment Award[16]
  - 2015 – Premio all'eccellenza (intrattenimento) per Nareul dor-abwa
- Korean Wave Award
  - 2018 – Premio ai risultati speciali nella cultura popolare[16]
- MBC Drama Award
  - 1981 – Premio all'eccellenza per Jeon-won ilgi e Sae-assi[17]
  - 1986 – Gran premio per Jeon-won ilgi[3]
- SBS Drama Award[16]
  - 2013 – Premio alla carriera